# 蘇拉河 (第聶伯河支流)

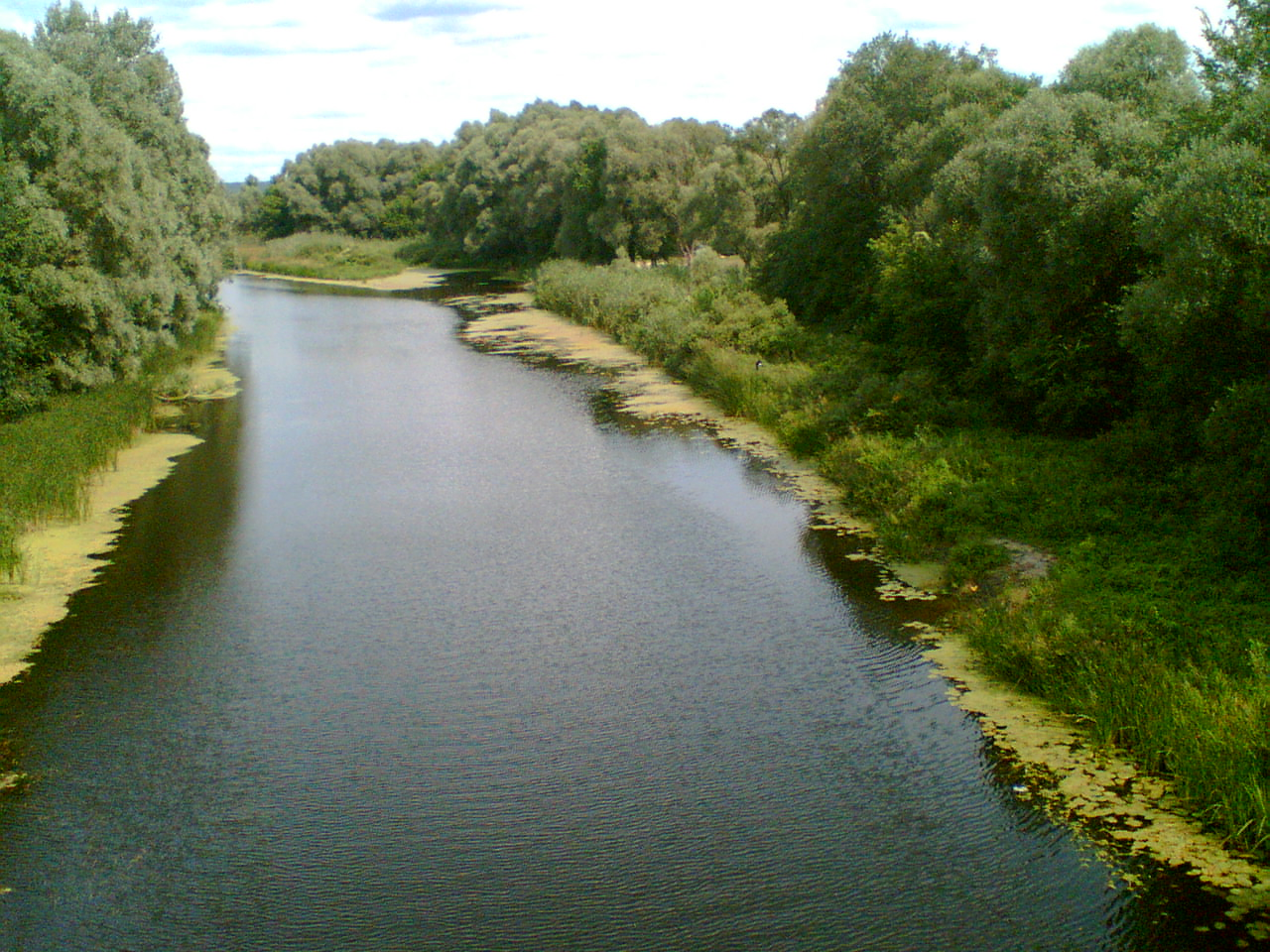

蘇拉河是烏克蘭的河流，屬於第聶伯河的左支流，最終注入克列緬丘格水庫，河道全長365公里，流域面積19,600平方公里，每年十二月至翌年三月結冰，河水主要來自融雪和地下水，河畔城鎮有盧布尼和羅姆內。